# ARA Jorge (M-3)
El ARA Jorge (M-3) fue uno de los 10 rastreadores-minadores de la clase Bathurst de la marina de guerra de Argentina en servicio de 1922 a 1940. Fue re-designado aviso ARA Cormorán en 1940 y fue dado de baja en 1946.

## Historia
Construido en 1916 para la Kaiserliche Marine (Alemania) durante la Primera Guerra Mundial. Fue adquirido por Argentina en 1922 junto a otros nueve minadores. Fue asignado a la Base Naval Puerto Belgrano (BNPB) de 1922 a 1927 y en la Escuela Naval Militar (ENM) de 1927 a 1940. Cambió su clasificación y nombre a aviso ARA Cormorán. En 1946 fue dado de baja.

## Nombre
Su nombre ARA Jorge honraba al capitán de navío Nicolás Jorge, militar de la guerra de la Independencia, las guerras civiles y la guerra del Brasil.